# Krantzolaspina angustatus
Krantzolaspina angustatus is een mijtensoort uit de familie van de Parholaspididae. De wetenschappelijke naam van de soort werd voor het eerst geldig gepubliceerd in 1987 door Ishikawa als Proparholaspulus angustatus.